# Burton upon Trent
Burton upon Trent (Burton-on-Trent, Burton) – miasto w Wielkiej Brytanii (Anglia), na wschodzie hrabstwa Staffordshire, nad rzeką Trent. W 2001 roku miasto liczyło 65 769 mieszkańców.
Jego początek sięga XVI w., kiedy było osadą przy klasztorze benedyktynów Saint Modwen. Jest centrum administracyjnym regionu East Staffordshire. W okolicach miasta znajdują się m.in. takie zabytki jak: Calke Abbey, Catton Hall, Elvaston Castle czy Repton School.

## Gospodarka
W mieście działa pięć browarów:
1. Coors Brewers Limited - dawniej Bass Brewers Limited, produkuje takie marki jak: Carling, Coors, Worthington Bitter
2. Marstons, Thompson and Evershed plc - produkuje m.in. Bassa na licencji InBev.
3. Burton Bridge Brevery - browar lokalny
4. Tower Brewery
5. Cottage Brewery oparty na Old Cottage Inn.

W Burton znajduje się również muzeum browarnictwa. Łączność między przemysłem browarniczym a miastem symbolizuje rzeźba Cooper Burton znajdująca się w jednym z centrów handlowych. W okolicach Burton znajdują się fabryki firm: Toyota, Nestlé czy Pirelli.

## Sport
W mieście działają następujące instytucje sportowe:
- Burton Albion – drużyna piłkarska
- klub rugby,
- regionalna liga krykieta,
- Branston Golf Club - w dzielnicy Branston.

## Komunikacja
Parę kilometrów od Burton znajduje się autostrada A38. Najbliżej położone miasta to Derby 17 km, Birmingham 40km, Leicester 43 km, Stoke-on-Trent 50 km. Najbliższe lotniska: East Midlands 21 km, międzynarodowe lotnisko Birmingham 40 km, lotnisko Nottingham 50 km.